# Бобры (Речицкий район)
Бобры (бел. Бабры) — хутор в Речицком районе Гомельской области Белоруссии. Входит в состав Борщевского сельсовета.

## География

### Расположение
В 37 км на северо-восток от Речицы, в 47 км от Гомеля и в 6 км от железнодорожной станции Якимовка.
На юге граничит с лесом.

## Транспортная система
Транспортная связь по просёлочной, а затем по автодороге Калинковичи — Гомель. В деревне 12 жилых домов (2004 год). Застройка деревянными домами усадебного типа вдоль просёлочной дороги.

## История
Основана в 1920-х годах переселенцами с деревни Борхов. В 1929 году организован колхоз.
29 декабря 2011 года деревня Бобры переименована в хутор Бобры.

## Население

### Численность
2004 год — 6 дворов, 12 жителей.

### Динамика
- 1959 год — 67 жителей (согласно переписи).
- 2004 год — 6 дворов, 12 жителей.